# Elvir Maloku
Elvir Maloku (Fiume, 14 maggio 1996) è un calciatore croato naturalizzato albanese, attaccante del Rehden.

## Biografia
Nato e cresciuto a Fiume in Croazia, ma è di origini albanesi. Ha anche un fratello più piccolo, Trojan, anche lui calciatore.

## Carriera

### Club
Il 20 luglio 2016 passa alla squadra spagnola del Gimnàstic, con cui firma un contratto quadriennale con scadenza il 30 giugno 2020.
Il 10 gennaio 2017 passa in prestito per una stagione e mezza alla squadra cipriota dell'AEK Larnaca.

## Statistiche

### Presenze e reti nei club
Statistiche aggiornate al 30 novembre 2019.
| Stagione              | Squadra               | Campionato            | Campionato | Campionato | Coppe nazionali | Coppe nazionali | Coppe nazionali | Coppe continentali | Coppe continentali | Coppe continentali | Altre coppe | Altre coppe | Altre coppe | Totale | Totale |
| Stagione              | Squadra               | Comp                  | Pres       | Reti       | Comp            | Pres            | Reti            | Comp               | Pres               | Reti               | Comp        | Pres        | Reti        | Pres   | Reti   |
| --------------------- | --------------------- | --------------------- | ---------- | ---------- | --------------- | --------------- | --------------- | ------------------ | ------------------ | ------------------ | ----------- | ----------- | ----------- | ------ | ------ |
| 2013-2014             | Hajduk Spalato        | 1. HNL                | 11         | 0          | CC              | 2               | 1               | -                  | -                  | -                  | -           | -           | -           | 13     | 1      |
| 2014-2015             | Hajduk Spalato        | 1. HNL                | 15         | 2          | CC              | 3               | 1               | UEL                | 3                  | 0                  | -           | -           | -           | 21     | 3      |
| 2015-2016             | Hajduk Spalato        | 1. HNL                | 22         | 2          | CC              | 5               | 1               | UEL                | 8                  | 0                  | -           | -           | -           | 35     | 3      |
| Totale Hajduk Spalato | Totale Hajduk Spalato | Totale Hajduk Spalato | 48         | 4          |                 | 10              | 3               |                    | 11                 | 0                  |             | -           | -           | 69     | 7      |
| 2016-gen. 2017        | Gimnàstic             | SD                    | 3          | 0          | CR              | 3               | 1               | -                  | -                  | -                  | -           | -           | -           | 6      | 1      |
| gen.-giu. 2017        | AEK Larnaca           | A                     | 14         | 0          | CC              | 2               | 0               | -                  | -                  | -                  | -           | -           | -           | 16     | 0      |
| 2017-2018             | AEK Larnaca           | A                     | 5          | 1          | CC              | 4               | 0               | UEL                | 2                  | 0                  | -           | -           | -           | 11     | 1      |
| Totale AEK Larnaca    | Totale AEK Larnaca    | Totale AEK Larnaca    | 19         | 1          |                 | 6               | 0               |                    | 2                  | 0                  |             | -           | -           | 27     | 1      |
| 2018-2019             | Aluminij              | 1. SNL                | 16         | 1          | CS              | 4               | 1               | -                  | -                  | -                  | -           | -           | -           | 20     | 2      |
| set. 2019-2020        | Olimpia Grudziądz     | 1L                    | 11         | 0          | CP              | 1               | 0               | -                  | -                  | -                  | -           | -           | -           | 12     | 0      |
| Totale carriera       | Totale carriera       | Totale carriera       | 97         | 6          |                 | 24              | 5               |                    | 13                 | 0                  |             | -           | -           | 134    | 11     |

### Cronologia presenze e reti in nazionale
| Cronologia completa delle presenze e delle reti in nazionale ― Albania under 21 | Cronologia completa delle presenze e delle reti in nazionale ― Albania under 21 | Cronologia completa delle presenze e delle reti in nazionale ― Albania under 21 | Cronologia completa delle presenze e delle reti in nazionale ― Albania under 21 | Cronologia completa delle presenze e delle reti in nazionale ― Albania under 21 | Cronologia completa delle presenze e delle reti in nazionale ― Albania under 21 | Cronologia completa delle presenze e delle reti in nazionale ― Albania under 21 | Cronologia completa delle presenze e delle reti in nazionale ― Albania under 21 |
| Data                                                                            | Città                                                                           | In casa                                                                         | Risultato                                                                       | Ospiti                                                                          | Competizione                                                                    | Reti                                                                            | Note                                                                            |
| ------------------------------------------------------------------------------- | ------------------------------------------------------------------------------- | ------------------------------------------------------------------------------- | ------------------------------------------------------------------------------- | ------------------------------------------------------------------------------- | ------------------------------------------------------------------------------- | ------------------------------------------------------------------------------- | ------------------------------------------------------------------------------- |
| 25-3-2017                                                                       | Elbasan                                                                         | Albania under 21                                                                | 0 – 0                                                                           | Moldavia under 21                                                               | Amichevole                                                                      | -                                                                               | 66’                                                                             |
| 27-3-2017                                                                       | Tirana                                                                          | Albania under 21                                                                | 2 – 0                                                                           | Moldavia under 21                                                               | Amichevole                                                                      | -                                                                               | 66’                                                                             |
| 5-6-2017                                                                        | Tirana                                                                          | Albania under 21                                                                | 0 – 3                                                                           | Francia under 21                                                                | Amichevole                                                                      | -                                                                               | 52’                                                                             |
| Totale                                                                          |                                                                                 | Presenze                                                                        | 3                                                                               |                                                                                 | Reti                                                                            | 0                                                                               |                                                                                 |

| Cronologia completa delle presenze e delle reti in nazionale ― Croazia under 19 | Cronologia completa delle presenze e delle reti in nazionale ― Croazia under 19 | Cronologia completa delle presenze e delle reti in nazionale ― Croazia under 19 | Cronologia completa delle presenze e delle reti in nazionale ― Croazia under 19 | Cronologia completa delle presenze e delle reti in nazionale ― Croazia under 19 | Cronologia completa delle presenze e delle reti in nazionale ― Croazia under 19 | Cronologia completa delle presenze e delle reti in nazionale ― Croazia under 19 | Cronologia completa delle presenze e delle reti in nazionale ― Croazia under 19 |
| Data                                                                            | Città                                                                           | In casa                                                                         | Risultato                                                                       | Ospiti                                                                          | Competizione                                                                    | Reti                                                                            | Note                                                                            |
| ------------------------------------------------------------------------------- | ------------------------------------------------------------------------------- | ------------------------------------------------------------------------------- | ------------------------------------------------------------------------------- | ------------------------------------------------------------------------------- | ------------------------------------------------------------------------------- | ------------------------------------------------------------------------------- | ------------------------------------------------------------------------------- |
| 10-9-2014                                                                       | Slavonski Brod                                                                  | Croazia under 19                                                                | 1 – 1                                                                           | Bosnia ed Erzegovina under 19                                                   | Amichevole                                                                      | 1                                                                               | 87’                                                                             |
| 7-10-2014                                                                       | Signo                                                                           | Croazia under 19                                                                | 1 – 0                                                                           | Estonia under 19                                                                | Qual. Europeo Under-19 2015                                                     | -                                                                               | 63’                                                                             |
| 9-10-2014                                                                       | Dugopoglie                                                                      | Islanda under 19                                                                | 1 – 4                                                                           | Croazia under 19                                                                | Qual. Europeo Under-19 2015                                                     | -                                                                               |                                                                                 |
| 12-10-2014                                                                      | Sebenico                                                                        | Croazia under 19                                                                | 0 – 0                                                                           | Turchia under 19                                                                | Qual. Europeo Under-19 2015                                                     | -                                                                               |                                                                                 |
| Totale                                                                          |                                                                                 | Presenze                                                                        | 4                                                                               |                                                                                 | Reti                                                                            | 1                                                                               |                                                                                 |

## Palmarès

### Competizioni giovanili
- Kup Hrvatske u nogometu za juniore: 1

Hajduk Spalato: 2013-2014